# Аралия высокая
Ара́лия высо́кая (лат. Arália eláta), или Аралия маньчжу́рская (лат. Aralia mandshúrica Rupr. et Maxim.) — быстрорастущее дерево или кустарник, вид рода Аралия (Aralia) семейства Аралиевые (Araliaceae). Русские народные названия: шип-дерево, чёртово дерево.
Аралия маньчжурская близка к аралии высокой, которая отличается более широкими листочками и рыхлым соцветием с большим числом зонтиков. Однако, все эти признаки мало существенны и не всегда строго выдержаны. Поэтому обе эти аралии иногда считаются одним видом, который может нести название Aralia elata (Miq.) Seem.

## Распространение и экология
Растение распространено в Китае, Японии, Корее, на Дальнем Востоке, в Приморском крае, на Сахалине и Курильских островах. Северная граница ареала проходит между 45—50° с. ш. В южном Приморье поднимается до 600—700 м над ур. м.
Растёт одиночно или небольшими группами в подлеске смешанных или хвойных лесов, предпочитая светлые места, прогалины и опушки. По высоте доходит до 2 700 метров над уровнем моря.
После пожаров и рубок местами сильно разрастается и образует колючие труднопроходимые заросли, переплетённые лианами (лимонник, виноград, реже актинидия). При благоприятных условиях отличается быстрым ростом, отлогая годичные слои до 1 см шириной.
Разводится семенами и корневыми черенками. Семена обычно имеют хорошую всхожесть. Для весеннего посева необходима стратификация. Всходы нежные, нуждаются в защите и уходе.

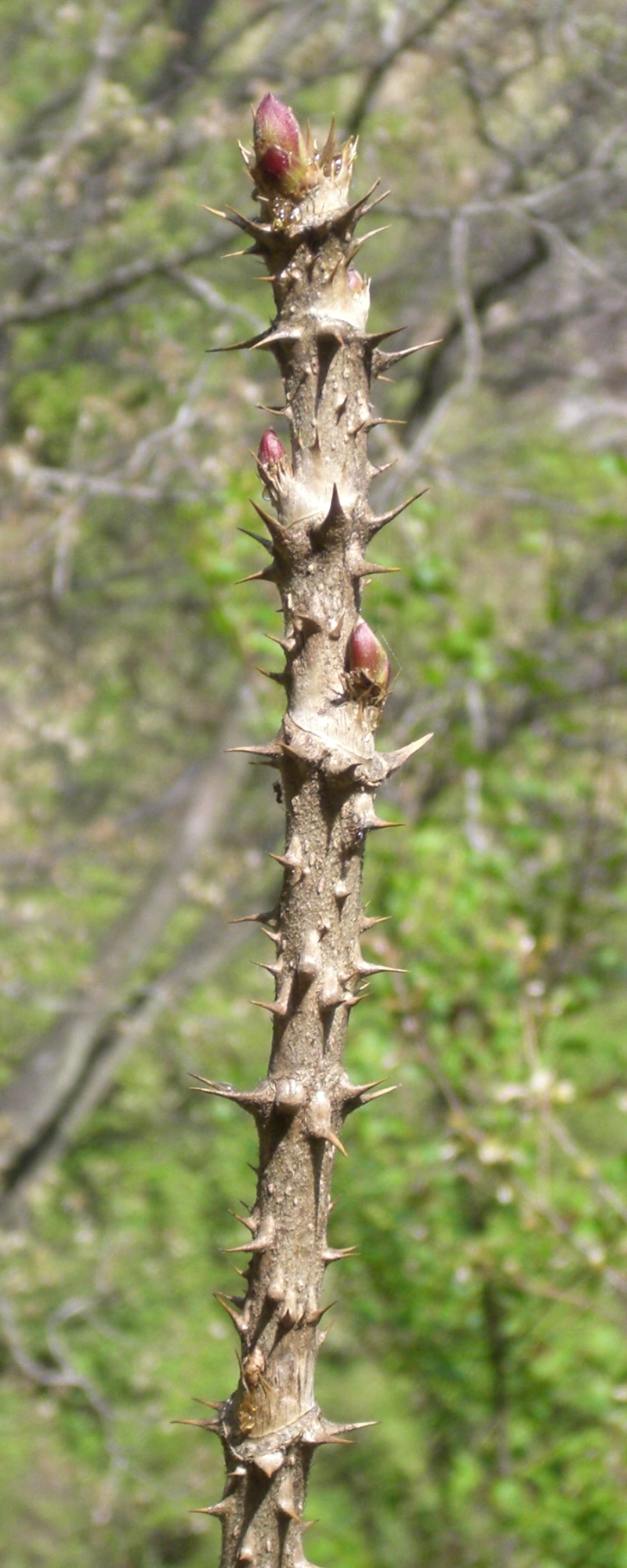
Аралия весной

## Ботаническое описание
Небольшое дерево, 1,5—7, до 12 метров высотой, с прямым стволом диаметром до 20 см. Черешки листьев и ствол усажены многочисленными шипами.
Корневая система поверхностная, радиальная, до глубины 10—25 см от поверхности почвы горизонтальная. На расстоянии 2—3 (реже 5) метров от ствола корни круто изгибаются вниз и достигают глубины 50—60 см, при этом обильно ветвятся, образуя многочисленные разветвления.
Листья крупные, длиной до 1 м, сложные, дважды перистые, состоят из 2—4 долей первого порядка, которые состоят из 5—9 пар листочков.
Цветки мелкие, белые или кремовые, собраны в зонтики, образующие на верхушке ствола ветвистые многоцветковые (до 70 тыс. цветков) соцветия диаметром до 45 см.
Плод — сине-чёрный, ягодообразный с пятью косточками, диаметром 3—5 мм. Взрослое растение может образовывать до 60 тысяч плодов. Масса 1000 плодов — около 50 граммов.
В естественных условиях зацветает на пятый год жизни. Цветёт в июле—августе. Созревает в сентябре—октябре.

## Химический состав
Листья собранные в конце июня содержали (от абсолютно сухого вещества): 13,6 % золы, 17,2 % протеина, 4,6 % жира, 26,5 % клетчатки, 38,1 % БЭВ, 4,2 % сахаров.
В корнях аралии содержатся белки, крахмал, углеводы, эфирное масло, минеральные соединения, незначительное количество алкалоидов, тритерпеновые пентациклические сапонины — аралозиды A, B и C (гликозиды олеаноловой кислоты).
В ветвях и листьях содержатся углеводы, эфирное масло, флавоноиды, алкалоиды, тритерпеноиды, органические кислоты и антоцианы.
В семенах содержатся непредельные жирные кислоты (линолевая, октадеценовая).

## Растительное сырьё

### Сбор и сушка
Лекарственным сырьём являются листья, кора и корни (лат. Radix Araliae mandshuricae) аралии.
Корни заготавливают осенью или весной, до распускания листьев. В качестве сырья заготавливают корни диаметром 1—3 см, предпочтительно использовать 5—15-летние растения. Часть корней оставляют для возобновления зарослей аралии. Выкопанные корни очищают от земли, удаляют почерневшие и гнилые места, сушат в хорошо проветриваемых помещениях или в сушилках при температуре 55—60 °С.
Кору собирают в то же время, что и корни, а листья — во время и после цветения. Кору и листья сушат при температуре 50—55 °С .

### Фармакологические свойства
Галеновые препараты аралии оказывают возбуждающее действие на центральную нервную систему и применяются как тонизирующее средство при физической усталости, пониженной работоспособности и как общеукрепляющее после тяжёлых болезней. Также отмечены гонадотропное действие, стимулирование дыхания, кардиотонический и антистресорный эффекты препаратов из аралии.

## Значение и применение

### В медицине
В качестве лекарственного средства применяют в основном корни аралии маньчжурской. Из сырья получают тонизирующую настойку, которую применяют при пониженном артериальном давлении, пониженной половой активности, нервном истощении, депрессивных состояниях, остаточных явлениях после менингита, контузий и сотрясений головного мозга.

### В пчеловодстве
Ценное медоносное и пыльценосное растение. В 1949 году в условиях Дальнего Востока только с аралии было собрано 5—7 кг мёда каждой семьёй пчёл, а в 1951 году по 10 кг. Дневной привес может достигать 3 кг на пчелиную семью, а на юге Приморья в 1979 году дневной привес контрольного улья достигал 2,5—4,4 кг в день. На пасеке Н. Н. Барана из Роскошанского пчелосовхоза в 1970 году медосбор во время цветения аралии высокой составил 30—45 кг на семью. Многие пчеловоды недооценивают аралию и после цветения липы не оставляют в ульях свободных рамок для нектара и поэтому не добирают большое количество ценного мёда. Н. В. Усенко провёл эксперимент: перед цветением аралии из двух ульев изъял весь мёд и эти семьи собрали по 25 кг светлого и ароматного мёда. Нектаропродуктивность 100 цветков в Приамурье 35,2 мг, а в Приморье 42,3 мг сахара. Продуктивность мёда 50—100 кг/га. На зимовку мёд не пригоден, так как быстро кристаллизуется, обладает лекарственными свойствами. Мёд светлый и ароматный.

### Иное
Выносливое, морозостойкое, быстро растущее дерево следует рекомендовать для разведения ценнейшего декоративного вида для садов, парков, создания живых изгородей, как одного из лучших скоро растущих колючих растений.
В Японии почки весной отваривают в солёной воде и употребляют в пищу.
Листья хорошо поедаются крупным рогатым скотом в конце июля и в августе. Свиньи поедают корни. Не поедается лошадьми. Кора, листья, верхние части растения в течение всего года поедаются пятнистым оленем (Cervus nippon). Плоды поедаются птицами и медведями, изюбрями (Cervus elaphus xanthopygus)